# Senescals de Góndor

Segell dels Senescals de Gòndor: els tengwar R, ND i R (per arandur, nom quenya de l'ofici) amb tres estrelles que fan de diacrítics per la A

A la ficció literària de J.R.R. Tolkien que transcorre a la Terra Mitjana, els senescals de Góndor són els consellers principals i, a partir del 2050 T.E., els governants del Regne de Góndor.
Senescal era el títol que es donava tradicionalment al conseller en cap dels reis de Góndor. Durant els temps del senescal Pelèndur, de la respectada casa de Hurin, el títol es convertí en hereditari, passant la condició de senescal de pares a fills.
Tot i que oficialment no era un Senescal Governant, Pelèndur va ser el primer senescal a governar el regne l'any després que el rei Ondoher i els seus fills morissin lluitant contra els orientalencs. La seva influència sobre el Consell de Góndor va ser determinant a l'hora d'escollir Eärnil II de la línia d'Anàrion en lloc d'Àrvedui d'Àrthedain.
Eärnur, el fill d'Eärnil, desapareixeria anys després en cavalcar cap a Minas Mórgul per enfrontar-se amb el Rei Bruixot. Com que el seu fat no podia ésser determinat amb seguretat, el senescal Màrdil Voronwë va adiminstrar Góndor en nom del rei absent, convertint-se en el primer dels Senescals Governants. Com que Eärnur no tenia descendència i la línia del nord s'havia extingit, els descendents de Màrdil van governar Góndor en nom del rei.
Com que governaven en nom del rei esperant-ne el seu retorn, no ocupaven el tron reial sinó un setial situat a un nivell inferior. Al llarg del temps, els senescals governaven Góndor com a reis en tot, excepte de nom. Quan un jove Bóromir preguntà al seu pare Dénethor quants anys havien de passar perquè un senescal pogués reclamar el títol reial, en Dénethor contestà: "Pocs anys, potser, en altres llocs de menys reialesa... A Gòndor amb deu mil anys no n'hi hauria prou".
El segell dels senescals consistia en les lletres R.ND.R sota tres estels. Les lletres corresponen al títol de senescal en quenya: Aràndur (literalment: "servent del rei").

## La Casa de Hurin
La Casa de Hurin va ser fundada per Hurin d'Emyn Arnen, senescal del vint-i-cinquè rei de Góndor Minàrdil. Tenien sang númenórenana, però no eren descendents de la línia reial d'Eléndil. Per línia femenina, Hurin era el net quart d'Eldacar de Góndor.

### Senescals hereditaris sota la línia d'Anàrion
1. Hurin (1634-? T.E)
2. Pelèndur (?-1998)
3. Voròndil el Caçador (1998-2029)

1. Màrdil Voronwë (2029-2050)

### Senescals Regents
1. Màrdil Voronwë "el Ferm" (2050–2080)
2. Èradan (2080–2116)
3. Herion (2116–2148)
4. Bélegorn (2148–2204)
5. Hurin I (2204–2244)
6. Turin I (2244–2278)
7. Hàdor (2278–2395)
8. Bàrahir (2395–2412)
9. Dior (2412–2435)
10. Dénethor I (2435–2477) - fill de la germana de Dior.
11. Bóromir (2477–2489) va ser l'onzè senescal regent de Góndor. Va néixer el 2410 de la Tercera Edat, únic fill del senescal Dénethor I. Va destacar com un gran capità de Góndor, del qui es diu que fins i tot el Rei Bruixot temia. L'any 2475, quan es va perdre la província d'Ithílien per una invasió sorpresa dels uruk-hai de Mórdor, Bóromir va ser capaç de d'expulsar l'enemic d'Osguíliath i Ihílien fer-los recular fins a la vall de Mórgul. Durant la guerra va rebre la ferida d'una fletxa de Mórgul, que va escurçar-li la vida i li causà un dolor persistent durant la resta dels seus dies. Va heretar el càrrec de senescal a la mort del seu pare el 2477, però morí tan sols dotze anys després. Va ser succeït pel seu fill Círion. El protagonista de El Senyor dels Anells, Bóromir, fou batejat en honor d'ell. Ell també era fill d'un senescal anomenat Dénethor; el segon amb aquest nom.
12. Círion (2489–2567)
13. Hallas (2567–2605)
14. Hurin II (2605–2628)
15. Bélecthor I (2628–2655)
16. Oròdreth (2655–2685)
17. Ecthèlion I (2685–2698)
18. Ègalmoth (2698–2743) - net de la germana d'Oròdreth.
19. Beren (2743–2763)
20. Béregond (2763–2811)
21. Bélecthor II (2811–2872)
22. Thoròndir (2872–2882)
23. Turin II (2882–2914)
24. Turgon (2914–2953)
25. Ecthèlion II (2953–2984)
26. Dénethor II (2984–3019)

Poc després de la mort de Dénethor II, Àragorn Elèssar va ser coronat rei. Fàramir, fill de Dénethor, va dimitir del seu càrrec, però li va ser reinstaurat. Fàramir va ocupar nominalment el càrrec de senescal breument fins a la coronació del rei, però no va exercir les seves funcions. El rei Elèssar va confirmar el títol de senescal per Fàramir i els seus descendents, i a més els concedí el principat d'Ithílien.
A la mort de Fàramir, a la Quarta Edat, la línia dels senescals va continuar amb el fill d'aquest amb Éowyn de Ròhan: Èlboron.